# Hand Jive (album)
Hand Jive är ett musikalbum av John Scofield, utgivet 1994 av Blue Note Records.

## Låtlista
Alla låtar är skrivna av John Scofield.
1. "I'll Take Les" – 6:58
2. "Dark Blue" – 7:37
3. "Do Like Eddie" – 8:06
4. "She's So Lucky" – 5:50
5. "Checkered Past" – 5:28
6. "7th Floor" – 4:45
7. "Golden Daze" – 7:33
8. "Don't Shoot the Messenger" – 6:10
9. "Whip the Mule" – 5:37
10. "Out of the City" – 5:18

## Medverkande
- John Scofield — gitarr
- Eddie Harris — tenorsaxofon
- Larry Goldings — piano, orgel
- Dennis Irwin — bas
- Bill Stewart — trummor
- Don Alias — percussion